# Toutinegra-do-mar-vermelho
A toutinegra-do-mar-vermelho (Curruca leucomelaena) é uma espécie de ave da família Sylviidae.
Pode ser encontrada nos seguintes países: Djibouti, Egipto, Eritreia, Israel, Jordânia, Omã, Arábia Saudita, Somália, Sudão e Iémen.
Os seus habitats naturais são: savanas áridas.